# شتيفان لينديمان
شتيفان ليندمان (بالألمانية: Stefan Lindemann)‏ هو متزلج فني ألماني، ولد في 30 سبتمبر 1980 في إرفورت في ألمانيا.

## وصلات خارجية
- شتيفان لينديمان على موقع الاتحاد الدولي للتزلج (الإنجليزية)
- شتيفان لينديمان على موقع أوليمبيديا (الإنجليزية)